# Буковець (Карконоський повіт)
Буковець (пол. Bukowiec, нім. Buchwald) — село в Польщі, у гміні Мислаковиці Карконоського повіту Нижньосілезького воєводства.
Населення — 612 осіб (2011).
У 1975-1998 роках село належало до Єленьогурського воєводства.

## Демографія
Демографічна структура станом на 31 березня 2011 року:
|          | Загалом | Допрацездатний вік | Працездатний вік | Постпрацездатний вік |
| -------- | ------- | ------------------ | ---------------- | -------------------- |
| Чоловіки | 310     | 59                 | 228              | 23                   |
| Жінки    | 302     | 57                 | 188              | 57                   |
| Разом    | 612     | 116                | 416              | 80                   |